# Heliomaster furcifer
Heliomaster furcifer là một loài chim trong họ Chim ruồi.